# الدوري الهولندي الممتاز 1950–51
الدوري الهولندي الممتاز 1950–51 (بالهولندية: Nederlands landskampioenschap voetbal 1950/51)‏ هو موسم من الدوري الهولندي الممتاز. أشرف على تنظيمه الاتحاد الملكي الهولندي لكرة القدم، وفاز فيه نادي آيندهوفن.